# کنگ گک ایو
کنگ گک ایو (به خمر: កាំង ហ្គេកអ៊ាវ) معروف به رفیق دویک یا رفیق دوخ (زاده ۱۷ نوامبر ۱۹۴۲ در چُیاگُت – درگذشته ۲ سپتامبر ۲۰۲۰ در پنوم‌پن) سیاستمدار اهل کامبوج بود. رفیق دوخ از مقامات ارشد خمرهای سرخ بود که به جنایت علیه بشریت در کامبوج محکوم شد. وی زندان «اس ۲۱» پنوم‌پن را که به تول اسلنگ معروف بود و در اواخر دههٔ ۱۹۷۰ هزاران زن، مرد و کودک کامبوجی در آن تحت شکنجه، وادار به اعتراف و سپس اعدام شدند، اداره می‌کرد.

## زندگی
کنگ گک ایو، در آغاز یک آموزگار بود؛ امّا به حزب کمونیست کامبوج پیوست. کارهای چپ‌گرایانه او باعث ایجاد ارتباط وی با مقامات حزب شد. هنگامی که تهدید گسترش جنگ ویتنام به کامبوج بروز کرد، رفیق دوخ تحت رهبری پل پوت به شورشیان کمونیست خمر سرخ پیوست. پس از اینکه این شورشیان کنترل کشور را در دست گرفتند، وی در سال ۱۹۷۵ رئیس زندان تول اسلنگ شد. پس از اینکه در سال ۱۹۷۹ حمله ویتنام به کامبوج، حکومت خمرهای سرخ را سرنگون کرد، رفیق دوخ به همراه دیگر رهبران برکنار شده، به مناطق روستایی نزدیک مرز تایلند فرار کردند.

## دستگیری
رفیق دوخ که تا سال ۱۹۹۹ با نام جعلی «هانگ پین» زندگی می‌کرد، توسط یک روزنامه‌نگار شناسایی شد. وی در مصاحبه‌ها به جنایات رخ‌داده در زندان تول اسلنگ اعتراف کرد ولی گفت که این دستورها از سوی کمیته مرکزی خمرهای سرخ صادر می‌شد و او تنها، اجراکننده بوده است. او گفته بود: «هر کسی دستگیر می‌شد، باید می‌مُرد. این قانون حزب ما بود. ما مسئولیت بازجویی و اعتراف گرفتن از آنان و دادن این اعترافات به کمیتهٔ مرکزی حزب را برعهده داشتیم.»

## دادگاه

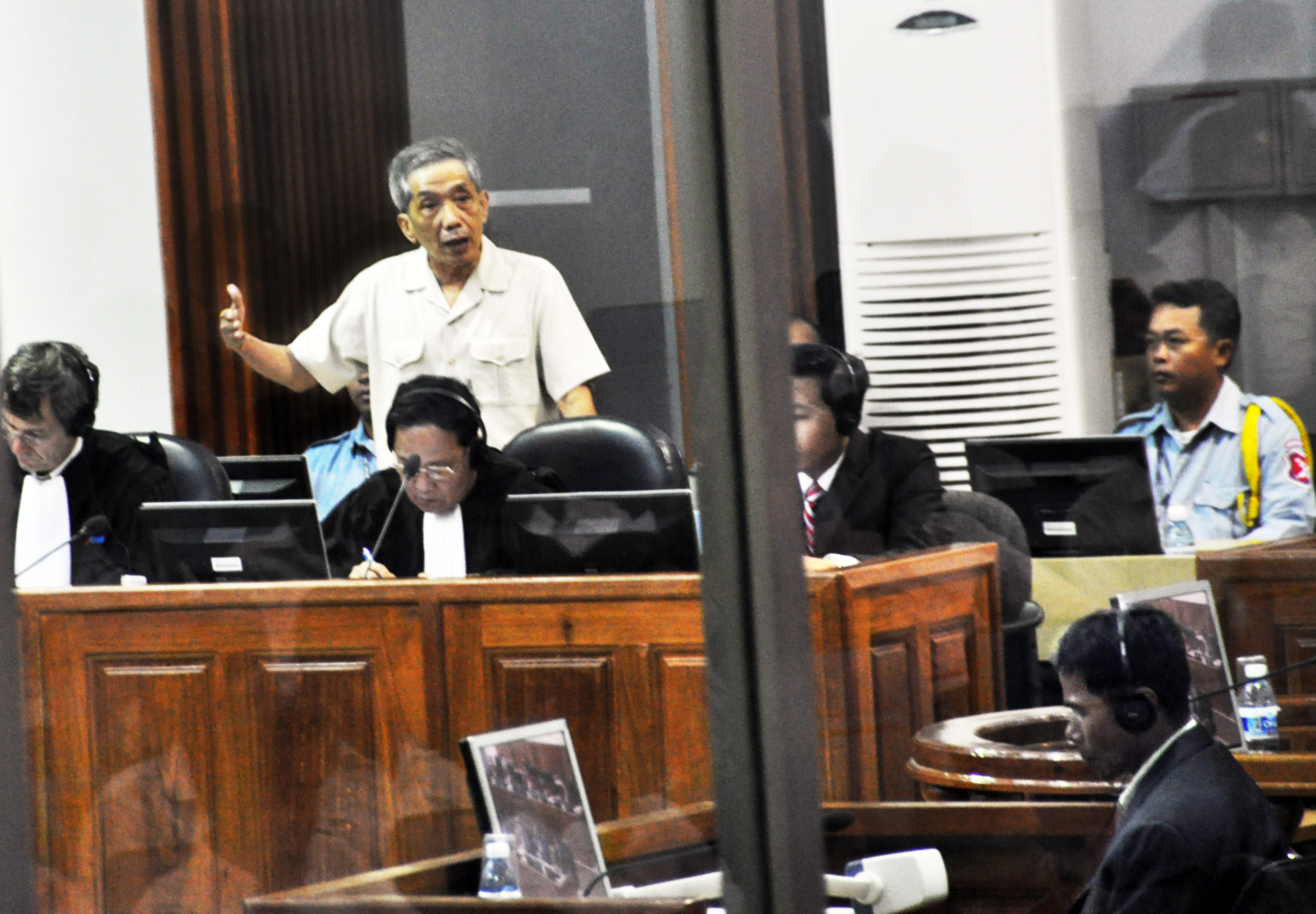
کنگ گک ایو در دادگاه‌های فوق‌العاده کامبوج در ۲۰ ژوئیه ۲۰۰۹ در حال پاسخگویی به شهادت زیردست سابقش هیم هوی که نگهبان زندان خمرهای سرخ بود.

رفیق دوخ نخستین مقام ارشد خمرهای سرخ بود که به‌طور رسمی محاکمه شد. او نخست مدّعی شد که از ترس جان خود و خانواده‌اش دست به چنین رفتاری زده و در ادامه با این ادّعا که مقام جزء بوده، خواستار تجدید نظر در حکم داده شد؛ امّا در نهایت، وی برخلاف تمامی رهبران پیشین خمرهای سرخ، از رفتارش ابراز پشیمانی کرد و مسئولیت مرگ بیش از ۱۲ هزار نفر را شخصاً پذیرفت. سرانجام در سال ۲۰۱۰ رفیق دوخ در دادگاهی که با پشتیبانی سازمان ملل متحد برگزار شد، محاکمه و در فوریه ۲۰۱۲ به حبس ابد محکوم شد. او در دورهٔ ریاست زندان تول اسلنگ، بایگانی بزرگی از عکس‌ها و اسناد، از جمله هزاران پروندهٔ مربوط به اعتراف اجباری زندانیان را نگهداری می‌کرد. این عکس‌ها و اسناد بسیاری از جنبه‌های داخلی دوران خمرهای سرخ را آشکار می‌کردند و به دادستان‌ها کمک کردند تا وضعیت ماه‌های پایانی زندگی هزاران زندانی را ردیابی کنند. شهادت رفیق دوخ در دادگاه، برای کامبوجی‌های رنج‌برده از حکومت خمرهای سرخ، بسیار مهم بود.
وی در دادگاه گفت که عمیقاً پشیمان است و از خانواده‌های قربانیان، عذرخواهی کرد؛ امّا در روزهای پایانی دادگاه، خواستار آزادی خود شد و گفت که از اعضای ارشد خمرهای سرخ نبوده است.

## مرگ
رفیق دوخ که سال‌ها بیمار بود، سرانجام در ۲ سپتامبر ۲۰۲۰ درگذشت.